# Stanhopea stevensonii
Stanhopea stevensonii är en orkidéart som beskrevs av A.Mejia, Rodrigo Escobar och Rudolph Jenny. Stanhopea stevensonii ingår i släktet Stanhopea och familjen orkidéer. Inga underarter finns listade i Catalogue of Life.